# Râul Gubandru
Râul Gubandru este un curs de apă, afluent al râului Geamărtălui.